# Даляньский университет
Даляньский университет (англ. Dalian University) — университет в городе Далянь, провинция Ляонин, КНР, находится в ведении провинциального правительства.
Имеет в своем составе 24 института, 42 специальности, 35 магистерских программ. Обучается около 10000 студентов.
Университет имеет партнерские отношения с рядом зарубежных государств, в частности, с Японией, Россией, Республикой Корея, Францией, США, Канадой, Сингапуром, Австралией и другими странами и территориями.

## История университета
Исторически открытие университета состоялось в апреле 1949 года, был открыт бывший Даляньский университет. В июле 1950 года из него был выделен Даляньский технический институт (затем — Даляньский политехнический университет, а также Даляньский медицинский институт, а также ряд лабораторий и научно-исследовательских институтов (химический, естественных наук и другие). В октябре 1987 года из Даляньского политехнического университета выделился Медицинский институт и Педагогический институт и на их базе был образован Даляньский университет.

## Структурные подразделения
- Институт международного культурного обмена
- Институт делового администрирования
- Гуманитарный Институт
- Институт Изящных Искусств
- Музыкальный Институт
- Институт Физкультуры
- Информационно-инженерный Институт
- Медицинский Институт
- Институт иностранных языков
- Строительный Институт
- Институт Туризма
- Биоинженерный Институт
- Женский Институт
- Химико-технологический факультет
- Машиностроительный факультет
- Физический факультет
- Центр проектирования передовых технологий
- Китайско-французский центр
- Педагогический Институт
- Центр гендерных исследований